# 클라우디오 살라
클라우디오 살라(이탈리아어: Claudio Sala ˈklaudjo ˈsaːla[*], 1947년 9월 8일, 롬바르디아 주 마케리오 ~)는 이탈리아의 전 축구 선수이자 감독으로 현재 해설가로 활동하고 있으며, 현역 시절 측면 공격수를 맡았다.

## 클럽 경력
그는 몬차에서 프로 무대 신고식을 치르고, 이후 나폴리, 토리노, 그리고 제노아에서 활동했다. 그는 세리에 A에서 도합 323번의 경기에 출전해 27골을 기록했다. 그는 토리노 소속으로 1975-76 시즌에 세리에 A를, 1970-71 시즌에 코파 이탈리아를 우승했다.

## 국가대표팀 경력
그는 이탈리아 국가대표팀에서 18경기를 출전했는데, 1978년 월드컵 본선에 이탈리아 선수단 일원으로 참가했는데, 3위 결정전에서 패한 이탈리아는 대회를 4위로 마감했다.

## 경기 방식
"득점의 시인"(il poeta del gol)으로 수식되는 살라는 주로 측면을 맡았지만, 공격형 미드필더로도 활약하는 것은 물론, 주 혹은 보조 공격수로 뛰기도 했다. 이탈리아의 최상급 측면 자원으로 꼽혔던 그는 빠르고, 강인하고, 매우 창의적인 선수이며, 중요한 득점 도우미였다. 그는 기술력이 출중하며, 정확한 공넘김과 배급력을 활용해 효율적인 플레이메이커로 활약하기도 했다. 양발잡이이기도 해서, 그는 어느 측면에서든 역할을 수행할 수 있었고, 상대를 제치고 공을 최측면에서 문전으로 바로 배급할 수 있었다.

## 수상

### 클럽
토리노
- 세리에 A: 1975–76
- 코파 이탈리아: 1970–71

몬차
- 세리에 C: 1966–67

### 개인
- 구에린 금상: 1976, 1977[1]
- 토리노 명예의 전당: 2016[6]